# Zygmunt Walkowski
Zygmunt Walkowski (ur. 7 grudnia 1936 w Warszawie) – polski fotograf, varsavianista, specjalista interpretacji zdjęć Warszawy z okresu okupacji niemieckiej i powstania warszawskiego.

## Życiorys
Ukończył II Liceum Ogólnokształcące im. Stefana Batorego w Warszawie.
Od 1955 roku pracował w Wytwórni Filmów Dokumentalnych (WFD), początkowo na stanowisku dysponenta ds. produkcji, potem specjalisty ds. produkcji. W 1982 roku został zwolniony z pracy za działalność w NSZZ „Solidarność”. Wkrótce został przyjęty z powrotem, jednak na niższe stanowisko (pracownika inwentaryzacji). Po dwóch latach został zatrudniony jako redaktor w Archiwum WFD, gdzie m.in. od 1987 roku pracował nad rekonstrukcją oryginalnych powstańczych kronik filmowych.
W latach 1993–1996 pracował w Domu Wojska Polskiego, zajmując się opracowaniem archiwalnych materiałów filmowych. W 1997 roku przeszedł na rentę, a w 1999 roku na emeryturę. W latach 2003–2008 był zatrudniony w Muzeum Powstania Warszawskiego jako konsultant do spraw ikonografii. W 2004 roku przygotował dla muzeum wystawę Warszawa z lotu, prezentującą unikatowe zdjęcia lotnicze Luftwaffe z lat 1941–1945 przejęte po wojnie przez armię amerykańską (olbrzymi ich zbiór odnalazł i badał w Archiwum Narodowym Stanów Zjednoczonych w College Park). Brał również udział w opracowaniu Wielkiej Ilustrowanej Encyklopedii Powstania Warszawskiego.
Ustalił przybliżoną datę zburzenia przez Niemców Zamku Królewskiego w Warszawie, które rozpoczęło się 8 września i zakończyło przed 13 września 1944 roku (a nie, jak wcześniej uważano, miało miejsce w ostatnich dniach listopada lub pierwszych dniach grudnia 1944 roku).
W 2016 roku powstał film Detektyw Powstania poświęcony Zygmuntowi Walkowskiemu,
Jest współzałożycielem i współwłaścicielem spółki Historia z ograniczoną odpowiedzialnością (m.in. z Andrzejem Krzysztofem Kunertem) zajmującej się działalnością wydawniczą i wystawienniczą.

## Odznaczenia
W 1990 roku został odznaczony przez Prezydenta RP na uchodźstwie Złotym Krzyżem Zasługi za działalność niepodległościową.
W 2008 roku za wybitne osiągnięcia w dokumentowaniu, gromadzeniu i upowszechnianiu wiedzy o najnowszej historii Polski został odznaczony Krzyżem Oficerskim Orderu Odrodzenia Polski. Został także laureatem nagrody Kustosza Pamięci Narodowej
W 2024 otrzymał odznaczenie Dumni z Powstańców.

## Wybrane publikacje
- Nie przechodź obojętnie obok... – wybór i opracowanie materiałów Maria Podlasiecka i Zygmunt Walkowski (Wyd. Nowy Świat, Warszawa 2001)
- Kronika Kampanii Wrześniowej 1939 – Andrzej Krzysztof Kunert, Zygmunt Walkowski (Edipresse Polska, Warszawa 2005)
- Warszawskie spotkania z Janem III Sobieskim – Leszek S. Zakrzewski, Zygmunt Walkowski, Maria Podlasiecka (Muzeum Pałac w Wilanowie, Warszawa 2008)
- „Kamienie na szaniec...” Żołnierze Niepodległości 1794-1918/1920 – Andrzej Krzysztof Kunert, Zygmunt Walkowski (Historia z ograniczoną odpowiedzialnością, Warszawa 2008)
- Powstanie Warszawskie – Władysław Bartoszewski, wybór tekstów, oprac., przypisy i aneksy, wybór il. Andrzej Krzysztof Kunert, wybór il., mapy i plany Zygmunt Walkowski (Świat Książki, Warszawa 2009)

## Wybrane wystawy
- Vers la liberté: l’Etat Polonais Clandestin 1939-1945, Strasburg 2004
- Warszawa z wysoka, Warszawa 2009[8]